# ريان والش
ريان والش (بالإنجليزية: Ryan Walsh)‏ مواليد 18 مايو 1986 في مانشستر الكبرى، إنجلترا، هو ملاكم محترف بريطاني يصنف ضمن فئة وزن الريشة.

## إحصائيات
خاض خلال مسيرته 24 نزالا، فاز في 21 وتعادل في 1 وخسر في 2. فاز بالضربة القاضية في 10 نزالات.

## روابط خارجية
- ريان والش على موقع بوكس ريك (الإنجليزية) (registration required)